# Jordan Nobbs
Jordan Nobbs (ur. 8 grudnia 1992 w Stockton-on-Tees) – angielska piłkarka występująca na pozycji pomocniczki w angielskim klubie Arsenal oraz w reprezentacji Anglii. Wychowanka Sunderlandu.